# 로어 서드

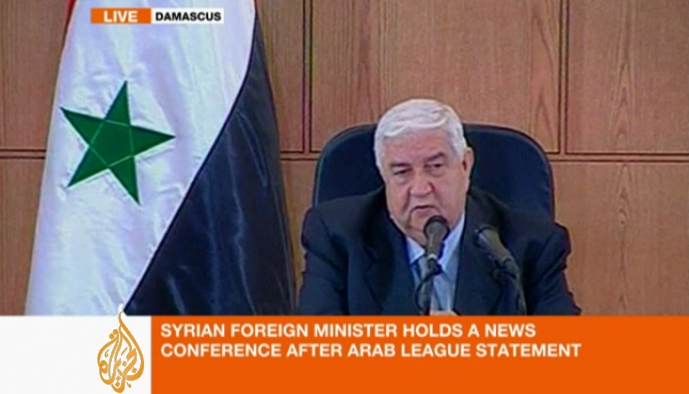
알자지라 잉글리시 뉴스 프로그램의 스크린샷. 화면 하단의 로어 서드는 화면에 등장한 왈리드 무알렘 총리가 누구인지, 또 방송상 문맥이 어떠한지를 설명한다.

텔레비전 산업에서 로어 서드(lower third)는 화면의 타이틀 세이프의 하단에 위치하는 그래픽 오버레이이며, 이름 그대로는 하단 3분의 1을 의미하지만 반드시 이를 준수할 필요는 없다.
가장 단순한 형태의 로어 서드는 비디오 위에 겹치는 단순 텍스트이다. 이 텍스트는 드롭 섀도가 있는 텍스트로 자주 사용되며 단어를 읽기 더 쉽게 만들어 준다. 로어 서드는 상자, 이미지, 그림자와 같은 그래픽 요소들을 포함할 수도 있다. 일부 로어 서드는 애니메이션 처리된 배경과 텍스트를 포함한다.
로어 서드는 기초적인 가정용 영상 편집 소프트웨어나 전문가급 장비를 사용하여 만들 수 있다. 이 장비는 비디오의 알파 채널을 활용하여 그래픽이나 텍스트의 어느 부분이 투명해야 하는지 결정하며, 이를 통해 배경 내 동영상 위에 해당 요소가 겹쳐서 보이게 만든다.

## 같이 보기
- 인터타이틀
- 텔롭